# Не вместе
«Не вместе» (англ. Untogether) — драматический фильм режиссёра Эммы Форрест. В главных ролях Джемайма Кёрк, Джейми Дорнан и Лола Кёрк

## Сюжет
Андреа — писательница, недавно поборовшая наркотическую зависимость. Её карьера застопорилась с тех пор, как она опубликовала свой дебютный роман несколько лет назад. Она заводит роман с Ником — врачом, ставшим писателем, которого хвалят за его мемуары военного времени. В то же время её сестра Тара — массажист в спа-салоне, встречающаяся со стареющей рок-звездой, обнаруживает в себе неумолимое влечение к новообретённой религии и, в частности, к политически ангажированному раввину.

## В ролях
- Джемайма Кёрк в роли Андреа
- Джейми Дорнан в роли Ника
- Лола Кёрк в роли Тары
- Бен Мендельсон в роли Мартина
- Элис Ив в роли Ирен
- Билли Кристал в роли Дэвида
- Дженнифер Грей в роли Джози